# ورشکسته (فیلم ۲۰۲۵)
ورشکسته (انگلیسی: Broke) فیلمی در ژانر وسترن و درام به نویسندگی و کارگردانی کارلایل یوبنک است که در سال ۲۰۲۵ منتشر شد. از بازیگران آن می‌توان به وایت راسل، دنیس کواید، آدن تورنتون، مری مکدانل، جانی برشتولد و تام اسکریت اشاره کرد.

## بازیگران
- دنیس کواید در نقش جورج برندی‌واین
- وایت راسل در نقش ترو برندی‌واین
- آدن تورنتون در نقش علی
- مری مکدانل در نقش کتی برندی‌واین
- جانی برشتولد در نقش کالب برندی‌واین
- تام اسکریت در نقش کلیف

## تاریخ تولید و انتشار
در آوریل ۲۰۲۵ فاش شد که یک فیلم درام وسترن به نویسندگی و کارگردانی کارلایل یوبنک برای سونی پیکچرز تکمیل شده است که در آن وایت راسل (که تهیه‌کننده نیز هست)، دنیس کواید، آدن تورنتون، مری مکدانل، جانی برشتولد و تام اسکریت بازی می‌کنند.
فیلمبرداری رسماً در فوریه ۲۰۲۱ در مونتانا آغاز شد. صحنه‌هایی که در زمستان اتفاق می‌افتادند، اول فیلمبرداری شدند. در ماه ژوئیه، فیلمبرداری در شهرهای آناکوندا، دیر لاج، بوت، دراموند و تری فورکس انجام شد. فیلمبرداری در ۱۹ ژوئیه ۲۰۲۱ به پایان رسید.
این فیلم در تاریخ ۶ مه ۲۰۲۵ توسط سونی پیکچرز به صورت ویدیو درخواست منتشر شد.